# Jean-Luc Crétier
Jean-Luc Crétier, född den 28 april 1966 i Alberville, Frankrike, är en fransk utförsåkare.
Han tog OS-guld i herrarnas störtlopp i samband med de olympiska utförstävlingarna 1998 i Nagano.